# Вендель (Шаранта)
Венде́ль (фр. Vindelle) — коммуна во Франции, находится в регионе Пуату — Шаранта. Департамент — Шаранта. Входит в состав кантона Йерсак. Округ коммуны — Ангулем.
Код INSEE коммуны — 16415.
Коммуна расположена приблизительно в 390 км к юго-западу от Парижа, в 100 км южнее Пуатье, в 9 км к северу от Ангулема.

## Население
Население коммуны на 2008 год составляло 965 человек.
| 1962 | 1968 | 1975 | 1982 | 1990 | 1999 | 2008 |
| ---- | ---- | ---- | ---- | ---- | ---- | ---- |
| 554  | 556  | 643  | 747  | 933  | 868  | 965  |

## Администрация
| Период | Период | Фамилия       | Партия                  | Примечания |
| ------ | ------ | ------------- | ----------------------- | ---------- |
| 1995   | 2001   | Жан-Поль Алья | Социалистическая партия |            |
| 2001   | 2008   | Жерар Буви    | Социалистическая партия |            |
| 2008   |        | Андре Фришто  |                         | пенсионер  |

## Экономика
Основу экономики составляет виноградарство.
В 2007 году среди 651 человека в трудоспособном возрасте (15—64 лет) 490 были экономически активными, 161 — неактивными (показатель активности — 75,3 %, в 1999 году было 70,1 %). Из 490 активных работали 450 человек (240 мужчин и 210 женщин), безработных было 40 (19 мужчин и 21 женщина). Среди 161 неактивных 53 человека были учениками или студентами, 66 — пенсионерами, 42 были неактивными по другим причинам.

## Достопримечательности
- Приходская церковь Сен-Кристоф[фр.] (XI—XII века). Исторический памятник с 1995 года[3]

## Фотогалерея
- Церковь Сен-Кристоф
- Мэрия
- Военный мемориал
- Река Шаранта